# D. J. Covington
Darius Jamar Covington (* 5. August 1991 in Virginia Beach, Virginia) ist ein ehemaliger US-amerikanischer Basketballspieler. Covington wird abgekürzt in der Regel nur D. J. Covington genannt. Nach dem Studium in seinem Heimatland wurde Covington 2014 Profi und spielte in seiner ersten Saison in Belgien, kurzzeitig auf den Philippinen und in Griechenland. In der Basketball-Bundesliga 2015/16 spielte er für den deutschen Erstligisten Phoenix Hagen. Am 6. März 2016 zog sich Covington in einem Bundesligaspiel eine schwerwiegende und Aufsehen erregende Knieverletzung zu, die die Fortsetzung seiner professionellen Karriere in Frage stellte.

## Karriere
Covington blieb nach dem Schulabschluss an der Norfolk Academy in seinem heimatlichen Bundesstaat Virginia und wechselte zum Studium an das Virginia Military Institute in Lexington (Virginia), wo er von 2010 an vier Jahre für die Hochschulmannschaft Keydets damals noch in der Big South Conference der NCAA spielte. Nach Auszeichnung als „Freshman of the Year“ der Big South im ersten Jahr verringerten sich Covingtons Spielanteile in seiner zweiten Spielzeit nach Rückenbeschwerden. Ein Jahr später sowie in seiner abschließenden Spielzeit als „Senior“ wurde er jedoch als „Defensive Player of the Year“ der Big South ausgezeichnet und zählte als Senior 2014 auch zu den allgemein fünf besten Spielern im „Conference-All-First-Team“. Innerhalb der Keydets führte Covington bei seinem Studienende die „All-Time“-Ranglisten in „Field-goal-percentage“ (deutsch Erfolgsquote bei Wurfversuchen in einer laufenden Spielsituation) und Gesamtanzahl der Shotblocks an. 2012 verloren die Keydets das Finalspiel des „Big South Tournaments“ gegen die Bulldogs der University of North Carolina at Asheville. In Covingtons Abschlussjahr 2014 reichte es immerhin zu einer Einladung zum landesweiten CIT Postseason-Tournament, in der die Keydets erst im Halbfinale nach einer 62:75-Niederlage gegen die Bulldogs der Yale University ausschieden. Zuvor hatten die Keydets, die für ihr „uptempo play“ berüchtigt waren und die NCAA in Punkten pro Spiel anführten, auch bei diesem landesweiten Turnier in drei Runden zuvor immer über 90 Punkte pro Spiel erzielt.
Die Big South Conference allgemein gilt aber als zu schwach, um nachhaltig Klubs der am höchsten dotierten Profiliga NBA auf sich aufmerksam zu machen, und so wurde Covington nach seinem Studienende 2014 zwar Profi, aber begann seine Karriere in Europa. Er unterschrieb einen Vertrag bei Basic-Fit Excelsior in Brüssel, bei denen er bis Dezember 2014 jedoch nur acht Einsätze hatte, bevor der Vertrag wieder gelöst wurde. Mitte Januar 2015 wechselte er für vier Wochen in die Philippine Basketball Association zu den Alaska Aces. Nachdem auch dieser Vertrag wieder beendet wurde, spielte er ab Ende Februar 2015 bis zum Ende der Saison für den griechischen Erstligisten aus Kifisia, der auf dem elften Platz der Abschlusstabelle eine erneute Play-off-Teilnahme verpasste. Zur Basketball-Bundesliga 2015/16 ging Covington nach Deutschland und unterschrieb einen Vertrag bei Phoenix aus Hagen, die eine ähnlich schnelle und aggressive Spielweise wie seine frühere Collegemannschaft bevorzugen. Nach der Hinrunde der Saison lagen die Hagener auf einem Mittelfeldplatz mit überschaubaren Chancen auf eine Play-off-Platzierung, als sich Covington im Heimspiel gegen den deutschen Meister Brose Baskets am 6. März 2016 schwer am Knie verletzte. Beim Zurücklaufen stolperte Covington und renkte sich dabei unglücklich den Unterschenkel komplett aus. Die komplette Luxation des Knies wurde als ungewöhnliche Sportverletzung beschrieben, die ansonsten bisweilen bei Verkehrsunfällen auftreten kann, und als Horrorverletzung betitelt, die bei anwesenden Zuschauern für Kreislaufprobleme und Ohnmachtsanfälle sorgte. Im Anschluss musste Covington umfangreich operativ behandelt werden und daraufhin seine Karriere beenden.
Mittlerweile betreute er als Coach die Zweitvertretung von Schalke 04 im Basketball und möchte somit dem Basketball professionell verbunden bleiben. Nach seinem Engagement bei Schalke war er als Trainer beim TV Ibbenbüren tätig.